# Révolution genevoise
 (mai 2024).
La mise en forme du texte ne suit pas les recommandations de Wikipédia : il faut le « wikifier ».
Les points d'amélioration suivants sont les cas les plus fréquents. Le détail des points à revoir est peut-être précisé sur la page de discussion.
- Les titres sont pré-formatés par le logiciel. Ils ne sont ni en capitales, ni en gras.
- Le texte ne doit pas être écrit en capitales (les noms de famille non plus), ni en gras, ni en italique, ni en « petit »…
- Le gras n'est utilisé que pour surligner le titre de l'article dans l'introduction, une seule fois.
- L'italique est rarement utilisé : mots en langue étrangère, titres d'œuvres, noms de bateaux, etc.
- Les citations ne sont pas en italique mais en corps de texte normal. Elles sont entourées par des guillemets français : « et ».
- Les listes à puces sont à éviter, des paragraphes rédigés étant largement préférés. Les tableaux sont à réserver à la présentation de données structurées (résultats, etc.).
- Les appels de note de bas de page (petits chiffres en exposant, introduits par l'outil «  Source ») sont à placer entre la fin de phrase et le point final[comme ça].
- Les liens internes (vers d'autres articles de Wikipédia) sont à choisir avec parcimonie. Créez des liens vers des articles approfondissant le sujet. Les termes génériques sans rapport avec le sujet sont à éviter, ainsi que les répétitions de liens vers un même terme.
- Les liens externes sont à placer uniquement dans une section « Liens externes », à la fin de l'article. Ces liens sont à choisir avec parcimonie suivant les règles définies. Si un lien sert de source à l'article, son insertion dans le texte est à faire par les notes de bas de page.
- La présentation des références doit suivre les conventions bibliographiques. Il est recommandé d'utiliser les modèles {{Ouvrage}}, {{Chapitre}}, {{Article}}, {{Lien web}} et/ou {{Bibliographie}}. Le mode d'édition visuel peut mettre en forme automatiquement les références.
- Insérer une infobox (cadre d'informations à droite) n'est pas obligatoire pour parachever la mise en page.

Pour une aide détaillée, merci de consulter Aide:Wikification.
Si vous pensez que ces points ont été résolus, vous pouvez retirer ce bandeau et améliorer la mise en forme d'un autre article.
La révolution genevoise de 1782 est un soulèvement populaire qui a lieu entre avril et juillet 1782 dans la cité-état de Genève. Cette révolution s'opère dans le cadre de revendications d’une partie considérable du peuple, les « Natifs », face aux magistrats qui forment un gouvernement oligarchique. Cette révolution se solde par l'échec de la réforme constitutionnelle de la République.

## Composition de la société genevoise
Dans la république de Genève de la fin du XVIIIe siècle, la population se partage en 3 groupes distincts : les citoyens, les bourgeois et les natifs. Parmi les citoyens, ceux qui siègent dans les assemblées et gouvernent Genève font partie du patriciat. Les bourgeois jouissent des droits de citoyens mais ne siègent pas dans les conseils. Ils représentent 3 000 hommes sur 25 000 habitants dans la ville. Les citoyens ont accès a tous les postes politiques, c’est la catégorie la plus privilégiée. On devient citoyen en étant bourgeois. Ces derniers sont des habitants qui ont acheté des lettres de bourgeoisies, et leur prix est élevé, ce qui restreint la cohorte. Dans les années 1780, il y avait chaque année 5,6 nouveaux bourgeois dans la ville par an, ce qui est peu.
Il y a aussi les « Natifs », qui correspondent aux descendants des émigrés arrivés à Genève dans les deux siècles précédents. Ce sont des émigrés provenant essentiellement du royaume de France, à la suite des conflits des guerres de religion (XVIe siècle-XVIIe siècle) qui avaient provoqué le départ de milliers de protestants en direction de Genève.  Et enfin, il y a les « habitants » ou « étrangers », qui eux, ne possèdent qu’un tout petit nombre de droits. Ce sont des étrangers qui ont acheté le droit de résider à Genève.
Dans les années 1760, le parti des Représentants émerge dans la ville. Il s'agit d'une faction politique favorable à davantage de droits pour les Natifs, et notamment à un accès privilégié au statut de bourgeois. Face au parti des Représentants émerge celui des « Négatifs » décidés à conserver une cohorte de citoyens très restreinte et s’opposant ainsi à l’entrée de nouveaux natifs dans la bourgeoisie.

## Institutions politiques de Genève
Le conseil général de Genève ou l’assemblée du peuple correspond aux représentants du peuple. Il dirige le peuple et est l'organe législatif du canton. Il se compose d’une assemblée des citoyens qui élit les magistrats. Elle est composée de 1200 à 1500 personnes sur une ville qui comptait 25 000 habitants. Tout en haut du gouvernement, se situe le Petit Conseil qui a un rôle exécutif, c’est l’organe du gouvernement principal. A sa tête, se trouvent 4 syndics qui sont élus par le conseil général, pour une durée d’un an dont un premier syndic qui est le chef de l’état officiel qui correspond au représentant de Genève. Il préside les séances du Petit Conseil. Il a un rôle honorifique car le pouvoir est exercé collégialement. Effectivement, le pouvoir est concentré entre les mains d’un petit groupe qui est le conseil intermédiaire, appelé le conseil des Deux-cents. Il va débattre des décisions importantes comme l’impôt, va prendre des décisions fiscales qu’il vote et se réunit une fois par semaine, débat des décisions. Il s’agit d’un exercice collectif du pouvoir. 

## Contexte de la révolution
À Genève, le pouvoir est laissé entre les mains d’un groupe aristocratique qui a accès aux droits politiques. De ce fait, seul un groupe restreint de personnes peut diriger et décider de la politique genevoise au détriment du reste de la population qui se voit contraint d’accepter les décisions oligarchiques. Ceci explique qu’une petite partie de la population a pu se hisser en haut du gouvernement. Ainsi, une majeure partie du peuple n’est pas représentée. Jacques Godechot appelle cette faction les  « démocrates », contre la faction « oligarque ».
À la fin du XVIIIe siècle, la Suisse comprenait de profondes inégalités concernant le pouvoir des cantons, notamment à Genève où certaines grandes familles de notables détenaient les pouvoirs. En parallèle, les idées des Lumières progressent en Europe et touchent la Suisse. Avec les Lumières s’ajoutent les difficultés économiques de la fin du siècle qui touchent Genève dès le début 1780.  Effectivement, les révolutions genevoises sont liées à la conjoncture économique dans la mesure où M. Patrick O’Mara estime que les courbes des divers prix à Genève avaient au XVIIIe siècle la même allure qu’en France. Ainsi en 1781, les natifs et les bourgeois forment un parti révolutionnaire fort et décident de créer une « commission de sûreté », qui est par ailleurs analogue aux comités de sûretés formés dans d’autres pays comme la France ou l’Amérique. Elle permet ainsi de diriger la justice et la police révolutionnaire. Cette commission de sûreté a pour but de garantir aux natifs l’obtention de certains droits comme le droit pour certains d’intégrer la bourgeoisie. De plus, la révolution qui éclate à Genève en 1782 s’opère aussi dans d’autres cantons Suisse. Effectivement, au même moment, en 1781 a lieu un soulèvement des paysans du canton de Fribourg durement réprimé. Cet ensemble constitue « une sorte de préfiguration de la Révolution Française ».
Dans le canton de Genève, les idées des Lumières prolifèrent. Le célèbre philosophe Rousseau est né au sein de la ville, ainsi que Charles Bonnet et Horace Bénédicte de Saussure, deux célèbres naturalistes. Par ailleurs, la publication de Rousseau en 1762,  Du contrat social fait émerger des mécontentements au sein de Genève. Selon Robert Palmer, Le Contrat social a été le précurseur de l'émergence d'un puissant mouvement démocratique à Genève dès 1762, qui a ensuite conduit aux révolutions de 1768, 1782 et 1792. Dès sa sortie, cette œuvre est censurée par le magistrat à Genève. Cela conduit a une rébellion en 1765. Il s’agit de la rébellion des Natifs contre les Représentants et les patriciens. Face à ce désordre croissant, un compromis est signé le 9 mars 1768 qui accorde aux Natifs, chaque année, l’opportunité pour cinq familles de leur condition d’accéder à la bourgeoisie. Ce compromis aboutit à un édit de conciliation le 11 mars 1768.
Au début de l’année 1782, un conseil est réuni en réaction à l’édit du 10 février 1781. Cet édit permettait aux citoyens d’obtenir plus de libertés et de droit en matière de politique. Désormais, cinq familles des Natifs peuvent, chaque année, entrer dans la bourgeoisie. L’édit du 10 février 1781 s’inscrit dans le cadre de « l’affaire Du Roveray » qui témoigne d’une répression contre les Représentants. Le ministre des affaires étrangères de Louis XVI, Vergennes, ainsi que son chargé d’affaires de Genève, modifient les affaires intérieures du canton, ce qui déplaît fortement au Procureur général Du Roveray. Effectivement, Vergennes envoie des lettres de recommandations au Petit Conseil qui applique ces dernières. Du Roveray accuse la cour de France d’être à l’origine des troubles qui éclatent à Genève depuis le début des années 1770, car le ministre des affaires étrangères français se mêle des affaires internes aux cantons. Du Roveray accuse le ministre Vergennes. Selon lui, la diffusion de la lettre du ministre en septembre 1779 est à l’origine de la décision du Conseil des Deux-Cents de dissoudre de la commission du code.
Ainsi Vergennes demande la destitution et l’exclusion des Deux cents, puis l’arrestation du procureur général Du Roveray. Celui-ci est arrêté entre les murs de l’Hôtel de ville. Ceci déclenche l’émeute revendiquant l’édit de bienfaisance du 10 février 1781 favorable aux Natifs. Conjointement, la conférence de Soleure est organisée entre la France et les cantons de Berne et de Zurich qui constituent trois puissances médiatrices entre juin et septembre 1781. Vergennes a la volonté de démontrer publiquement que les cantons ainsi que la cour de Versailles ont cherché à réagir de manière pacifique avant d’agir plus durement, en particulier avec l’affaire du Roveray.
Cependant, le Petit Conseil refuse de ratifier cet édit, ainsi que celui de 1768. Ce refus marque le début des conflits entre le Petit Conseil, incarné par les magistrats et les Natifs qui voient leurs droits de nouveaux réduits. Pour marquer ce refus, le Petit Conseil propage une déclaration par laquelle il annule l’édit de 1768 et celui de 1781 qu’il qualifia de « monument durable du projet formé depuis longtemps d’affermir la République à une démocratie démagogique ». Le parti aristocratique soutient le Petit Conseil et sa déclaration. Le Petit Conseil rend public son refus d’établir l’édit. Cette réponse provoque la fureur des Natifs.

## Événements genevois de 1782
Le 18 mars 1782, 900 citoyens adressent un ultimatum au petit conseil de Genève. Son refus provoque d’abord une émulation dans les cercles de Natifs puis une émeute. Des bandes de Natifs s’emparent du parc d’artillerie, chassent la garde l’Hôtel de Ville et assiègent les portes de la ville. Ils sont rejoints par des Représentants qui s’arment et prennent la tête du mouvement. Les syndics sont molestés, des notables sont emprisonnés. 
Le 7 avril 1782, le Premier syndic de Genève proclame le refus de ratifier l’Édit de bienfaisance. Dans la nuit du 7 au 8 avril, une prise d’arme s’organise. Cette prise d’armes s’effectue dans le respect de la tradition insurrectionnelle genevoise. Son objectif n'est pas de renverser le gouvernement, mais de lui faire accepter les réformes législatives contenues dans l'édit du 10 février 1781 qui garantit aux citoyens locaux un accès plus large à la bourgeoisie et à toutes les professions sans entrave, officialise la réforme fiscale et demande la réhabilitation de Du Roveray. Le 8 avril au matin, les Représentants Étienne Clavière, Jacques Antoine Du Roveray et Jacob Vernes tentent de calmer les foules. Mais, les Natifs se rebellent à 20 heures et finalement, les magistrats sont emprisonnés au sein de leur maison, 11 patriciens sont arrêtés et fait prisonniers. Certains acteurs sont des témoins précieux des faits. C’est le cas d’Ivernois, avocat du canton de Genève et chef de file des Représentants qui dirigent la révolution, qui est présent. Il déclare « Rien ne peut plus arrêter le torrent de cette multitude effrénée ». Il décrit la désorganisation de l’insurrection, la foule se déchaînant sans but précis. La ville haute est prise d’assaut par les Natifs insurgés qui tirent tout à va : il témoigne de plusieurs morts et de nombreux blessés. Selon Brissot, les papiers rendus publics exagèrent la violence des faits. Il évoque même une « insurrection dans le plus grand ordre ». Selon lui, il n’y a que peu de sang versé et seulement quelques coups tirés. On recense la mort d’une femme.
Dès le 12 avril, un nouvel édit est promulgué. Il fixe la composition des nouveaux conseils. Les citoyens demandent alors, par une réquisition, l’abolition des grands et petits conseils et la création de nouveaux conseils composés des 3/4 des anciens membres. Le conseil général donne le 12 avril la sanction à cette réforme générale du gouvernement. De surcroît, la sûreté publique exige des précautions extraordinaires. Pour cela est créée, le 16 avril, une commission de sûreté composée de onze personnes pour une durée de deux mois. Cette commission a pour but de disposer de tous les corps militaires, elle doit aussi rétablir l’ordre, et veille au soutien de la sureté et de la police. Elle permet à certains Natifs de rentrer dans la bourgeoisie. Cette catégorie accueille ainsi 460 nouveaux membres. La Commission de sûreté est présidée par Julien Dentand et est composée des Représentants populaires de Genève comme Pierre François Vieusseux, Jacques Grenus, Clavière et Du Roveray.
Les révolutionnaires n’étaient pas violent avec leurs prisonniers, car ils ne souhaitent pas instaurer un climat de violence dans Genève. Ceux-ci ne sont pas maltraités et peuvent correspondre avec l’extérieur. Ils vont notamment échanger avec la France, la cour de Sardaigne et certains cantons suisses.
À la suite de cela, certains décident de venir en aide aux magistrats faits prisonniers lors de l’insurrection de la nuit du 7 au 8 avril. La France et les cantons adjacents sont les premiers à vouloir restreindre les troubles au sein de Genève. Ils refusent de reconnaître la nouvelle république. Ils tentent alors d’établir un contact avec les révolutionnaires afin de leur demander de remettre en place l’ancien système de gouvernement. Cependant, ces derniers n’écoutent guère. Louis XVI choisit le marquis de Jaucourt comme représentant plénipotentiaire à Genève et lui enjoint de rétablir l’ordre.
Dans une lettre de Vergennes aux cantons, la France exprime sa volonté de rétablir le gouvernement légitime et de disperser les révolutionnaires. En effet, le roi de France veut intervenir afin de renverser la révolution et restaurer l’ancien gouvernement. Une ligue se forme alors entre le royaume de France, le royaume de Sardaigne et le canton de Berne. De plus, les puissances voisines réagissent rapidement, puisque le roi de Sardaigne, Victor Amédée II envoie 4000 hommes commandés par le comte de La Marmora. Le canton de Berne envoie 6000 hommes. Quant au royaume de France, Vergennes signe le 6 juin une convention avec l’envoyé de Sardaigne concernant l’envoi de troupes à hauteur de 18 000 hommes servant sous les bannières des deux puissances. 
Mi-juin, les Français assiègent Genève, commandés par le marquis de Jaucourt, campent à Ferney, l’ancienne résidence de Voltaire. Le 29 juin, un ultimatum est envoyé aux révolutionnaires par les forces militaires présentes, les sommant de libérer les notables emprisonnés et demandant le bannissement des principaux vainqueurs. Dans la soirée du 1er juillet, une centaine de Représentants s’assemblent pour répondre à l’ultimatum. Les débats font rage dans la salle et finalement, Dentand, président de la commission de sûreté, se démet de ses fonctions. À la suite de cela, les otages sont libérés. Les principaux meneurs prennent la fuite par le lac Léman. Enfin, le 2 juillet, les troupes de La Marmora, les Bernois et les Français font leur entrée dans la ville, mettant fin à la révolution genevoise.

## L’après révolution
À l’arrivée des troupes dans Genève, les généraux rendent publique une proclamation qui stipule que toutes les mesures prises depuis le 7 avril sont illégales. Finalement, la commission de sûreté renonce à une tentative de résistance et les chefs des Représentants quittent la ville. Les conseils sont rétablis dans leur ancienne forme. Les Négatifs, soutenus par les Français et les Bernois veulent punir les « démagogues » en prenant certaines mesures radicales. La loi martiale est proclamée : interdiction de publier des textes en rapport avec ces événements ; les meneurs sont bannis pour 10 ans. Les chefs des Représentants - Du Roveray, Clavière, D’Ivernois - sont exilés à perpétuité. De plus, la commission restaurée est chargée de rédiger l’édit de pacification, ratifié le 4 novembre par les puissances médiatrices. Des clauses en défaveur des démagogues sont prises : le contrôle des syndics leur échappe et il leur est désormais interdit de délibérer. D’autre part, les miliciens urbains sont supprimés ainsi que les cercles (ce sont des lieux de sociabilités). L’édit de pacification est voté par le Conseil général le 21 novembre 1782. 
L’édit de pacification rédigé avec le soutien de la France prend le nom de « code noir ». Il restreint notablement « les libertés publiques et les compétences du Conseil général, garantissant la rentrée en charge automatique des quatre Syndics et du Lieutenant ». Par ailleurs, il fait de la Sardaigne une des puissances garantes de l’ordre politique genevois, ce qui mène à l’installation d’un résident de Sardaigne à Genève.
Cette révolution est moquée du fait de l’intervention des grandes puissances voisines récurrentes. Par exemple, à la cour de Versailles, on la surnomme « la guerre des nains ». En revanche, dans d’autres pays, comme l’Angleterre, la tentative de révolution est accueillie avec bienveillance, et est appréciée : des Irlandais offrent l’asile aux réfugiés Genevois... certains s’installent aux environs de la ville de Waterford. Ces réfugiés tentent d’installer une « Nueva Geneva » mais n’y parviennent pas. D’autres démagogues décident de s’installer en France et forment un groupe actif qui se lie à Mirabeau. Ils fondent des clubs comme le « club helvétique » qui déclare vouloir « propager la liberté dans ceux des cantons suisses où l’aristocratie a dénaturé les premières institutions du pays ». Ils contribuent à ce titre à l’explosion de la révolution en France dès 1789. 
Par ailleurs, l’œuvre de Brissot témoigne de l’influence des événements d’Amérique qui traversent l’océan Atlantique et se répandent sur le continent européen. Au même titre, Patrick Griffin affirme que la révolution genevoise est inspirée de la révolution américaine. Ainsi, cette révolution qui a échoué prouve l’impossibilité de l’établissement d’une république calviniste en Europe car celle-ci est supplantée de monarchies catholique qui l’entourent, et l’aide de la France aux magistrats pour rétablir l’Ancien Régime le démontre.